# Bernardino López
Bernardino López (Curuzú Cuatiá, mayo de 1809 - Buenos Aires, 1859) fue un militar argentino, que participó en las guerras civiles de ese país como comandante de milicias de la provincia de Corrientes.

## Biografía
Se enroló muy joven en el ejército provincial, y participó en las campañas contra los indígenas del Chaco y contra las invasiones brasileña y paraguaya de fines de la década de 1820. Participó en la campaña que terminó en el desastre de Pago Largo.
Por alguna razón no fue parte del ejército de Juan Lavalle, pero se unió después al que organizó el general Paz: luchó en la batalla de Caaguazú – por la cual fue ascendido al grado de teniente coronel – y lo acompañó en su invasión a Entre Ríos. Regresó a Corrientes con el gobernador Pedro Ferré, y fue el jefe de las fuerzas correntinas enviadas por éste a unirse al ejército de Fructuoso Rivera. Peleó en el desastre de Arroyo Grande y a continuación huyó al Brasil.
Regresó a Corrientes en la campaña de abril de 1843 acompañando a Joaquín Madariaga y participó en la batalla de Laguna Brava. Fue el jefe de vanguardia del ejército correntino en su invasión a Entre Ríos, y peleó en las batallas de Hervidero y Palmar del Arroyo Grande.
Cuando el ejército fue nuevamente puesto a órdenes del general Paz, fue ascendido al grado de coronel. Fue el jefe de Estado Mayor de la campaña de Juan Pablo López sobre Santa Fe; cruzaron el Chaco y derrotaron a Martín Santa Coloma en Calchines, ocupando la capital. Pero el gobernador Pascual Echagüe recibió refuerzos de Buenos Aires y los obligó a retirarse un mes después. Las tropas de don Juan Pablo López dejaron atrás a las correntinas, que fueron derrotadas en San Jerónimo, sólo para ser derrotadas a su vez en Malabrigo. La mayor parte del ejército se perdió, pero sus jefes regresaron a Corrientes.
Combatió a órdenes de Juan Madariaga en la batalla de Laguna Limpia, y luego en Potrero de Vences bajo el mando de su hermano. Tras las dos derrotas, acompañó al exgobernador al Paraguay, donde éste murió. De allí pasó a Brasil.
Se unió al ejército de Benjamín Virasoro poco después del pronunciamiento de Urquiza contra Juan Manuel de Rosas, e hizo la campaña del Ejército Grande hacia Buenos Aires a órdenes del general José Ábalos como jefe del regimiento de caballería número 2. Participó en la batalla de Caseros como jefe de un regimiento de caballería, y pronto regresó a Corrientes.
Apoyó la revolución del general Nicanor Cáceres contra Virasoro, y el nuevo gobernador, Juan Pujol, lo nombró comandante de Paso de los Libres. Pero durante la campaña de Juan Madariaga, se pasó a sus filas cuando éste estaba ya vencido; fue dado de baja y se retiró a su estancia.
En marzo de 1854, el mismo general Cáceres invadió Corrientes desde el sur, y tomó Curuzú Cuatiá. Pero el coronel Bernardino López reunió fuerzas en Paso de los Libres, frustrando la invasión; obligó a Cáceres a entregarle sus tropas y huir a Entre Ríos. Fue repuesto en el mando en Paso de los Libres. Nuevamente expulsó a Cáceres pocos años después. Pidió el retiro militar a mediados de 1859 y viajó a Buenos Aires, a intentar recuperarse de una enfermedad, que causó su fallecimiento a fines de ese año.